# Glám dícenn
Glám dícenn (irisch) [glaːv 'ðʴiːgʴeN] (nach Birkhan etwa „improvisierter Schrei“?), auch áer [air] genannt, im kymrischen anghlod, ist ein altirisches Wort, das eine rituelle Verwünschung bezeichnet. In der Irischen Mythologie wird berichtet, dass es denjenigen, gegen den es verwendet wird, geistig und körperlich schädigt.

## Rechtsgrundlage
Im irischen Recht war das Schmähgedicht oder die Verfluchung ein akzeptiertes Mittel, um gegen Höhergestellte Ansprüche durchsetzen zu können. Eine ungerechtfertigte Verwendung des áer oder glám dicenn wurde hart bestraft. Die Höhe der Strafe richtete sich dabei nach dem sozialen Rang des Betroffenen.

## Mythologie
Ausgeführt wird der glám dicenn meist von Druiden, Vates oder Barden (Filid). Zur Vorbereitung des Spruches ist eine Fastenzeit vor dem Fluch üblich. Auch gehört oft eine besondere Körperstellung dazu, so hüpft Lugh bei der Schlacht von Mag Tuired auf einem Bein um das feindliche Heer, verbirgt eine Hand und kneift ein Auge zu, um die Fomori erfolgreich verfluchen zu können.
Ebenfalls in einer Vorgeschichte dieser Schlacht zwingt der Dichter Cridenbél den Dagda durch Androhung eines áer, ihm die besten Bissen des Essens zu überlassen, wird jedoch von Oengus überlistet und stirbt an seiner Gier.
In der Sage Aided Chon Culainn („Der Tod Cú Chulainns“) verstümmelt Medb die Kinder Calatíns und befähigt sie damit, Fluchsprüche wirksam gegen Cú Chulainn zu schleudern.
[...] forderte die Schmäher auf, von Cú Chulainn seinen Speer zu verlangen, denn die Söhne des Calatín hatten von seinem Speer prophezeit, dass ein König damit erschlagen würde, jedoch nur, wenn er auf Wunsch überreicht würde. „Deinen Speer mir!“ rief der Schmäher „[...] ich werde dich schmähen, wenn du ihn mir nicht gibst!“ 
Cú Chulainn wirft dem Schmäher den Speer so heftig zu, dass dieser durch das Schaftende erschlagen wird. Die Feinde können aber mit dem Speer Cú Chulainn und seinen Wagenlenker Loeg mac Riangabra töten.
Der geizige König Bress wird im Lebor Gabála Érenn („Buch der Landnahme Irlands“) durch glám dicenn von Cairpre mac Etain gezwungen, auf seine Herrschaft über die Túatha Dé Danann zu verzichten:
Kein Gericht schnell in der Schüssel,
Keine Kuhmilch, von der ein Kalb groß wird,
Keine Bleibe für einen Mann im Dunkel der Nacht,
Keine Bezahlung für die Schar der Geschichtenerzähler:
Möge das der Wohlstand unter Bress sein!
Möge kein Gedeih bei Bress sein!
In der walisischen Erzählung Pwyll Pendefig Dyfed („Pwyll, Fürst von Dyfed“), dem „Ersten Zweig des Mabinogi“, bedroht König Arawn von Annwn seinen Kontrahenten Pwyll mit anghlod, wenn er ihm nicht Genugtuung für einen  Jagdfrevel gibt:
„Und wenn ich mich auch nicht an dir rächen werde: zwischen mir und Gott“, sprach er, „ich werde dir eine Schande bereiten, die hundert Hirsche wert ist.“
Auch Kulhwch verschafft sich in der walisischen Sage Mal y kavas Kulhwch Olwen („Wie Kulhwch Olwen errungen hat“) durch anghlod (im Llyfr Gwyn Rhydderch dwyn dy wyneb, „Diebstahl der Ehre“; im Llyfr Coch Hergest dwyn dy anghlod, „Diebstahl durch Schmähung/Schande“) gegen den Torhüter von König Arthur Zutritt zur Burg:
[...] Und welche der Frauen am Hof schwanger ist, wird eine Fehlgeburt haben und denjenigen von ihnen, die nicht schwanger sind, wird sich der Schoß schmerzlich verkehren, [...]
In Fled Bricrenn („Bricrius Fest“) werden die erwarteten Gäste durch Bricrius Androhung von Zwietracht im ganzen Land zur Teilnahme gezwungen, obwohl sie untereinander verfeindet sind. Im Ulster-Zyklus ist der Dichter (fili) Athirne áilgesach der gefürchtetste Schmäher Irlands.  König Conchobar mac Nessa von Ulster sendet ihn in alle anderen Provinzen der Insel und lässt ihn überall seine Forderungen durch Fluchandrohungen durchsetzen. Er entfacht sogar einen Krieg zwischen Leinster und Ulster, der durch Conall Cernachs Eingreifen mit dem Tode von König Mes Gegra endet (siehe auch Cath Étair [„Die Schlacht von Étar“]).
Auch die Zauberin Leborcham, die Erzieherin und Helferin Deirdres, sowie Deirdre selber werden in Longas mac nUislenn („Das Exil der Söhne Uislius“) als erfolgreiche Benützerinnen des Glám dícenn geschildert.
In einigen weiteren Mythen spielt glám dicenn ebenfalls eine wichtige Rolle.

## Antike Rezeption
Diodoros von Sizilien (1. Jh. v. Chr.) schreibt über das keltische Schmähgedicht:
Bei ihnen [den Kelten] gibt es auch Liederdichter, die man Barden nennt. Diese tragen zur Begleitung von Instrumenten, die Lyren ähneln, sowohl Preisgesänge als auch Schmählieder vor.